# 15387 Hanazukayama
15387 Hanazukayama este o planetă minoră (asteroid), cu un diametru de 6,099 km, din centura de asteroizi. A fost descoperită pe 30 septembrie 1997 la Nanyo Observatory⁠(d) de 大国富丸⁠(d) și a fost numită după Mount Hanazuka⁠(d). 
Obiectul prezintă o orbită caracterizată de o semiaxă mare de 2,440045 UAi, o excentricitate de 0,18, o înclinație de 12,54795 ° în raport cu ecliptica.